# Fort GW IV „Optyń”

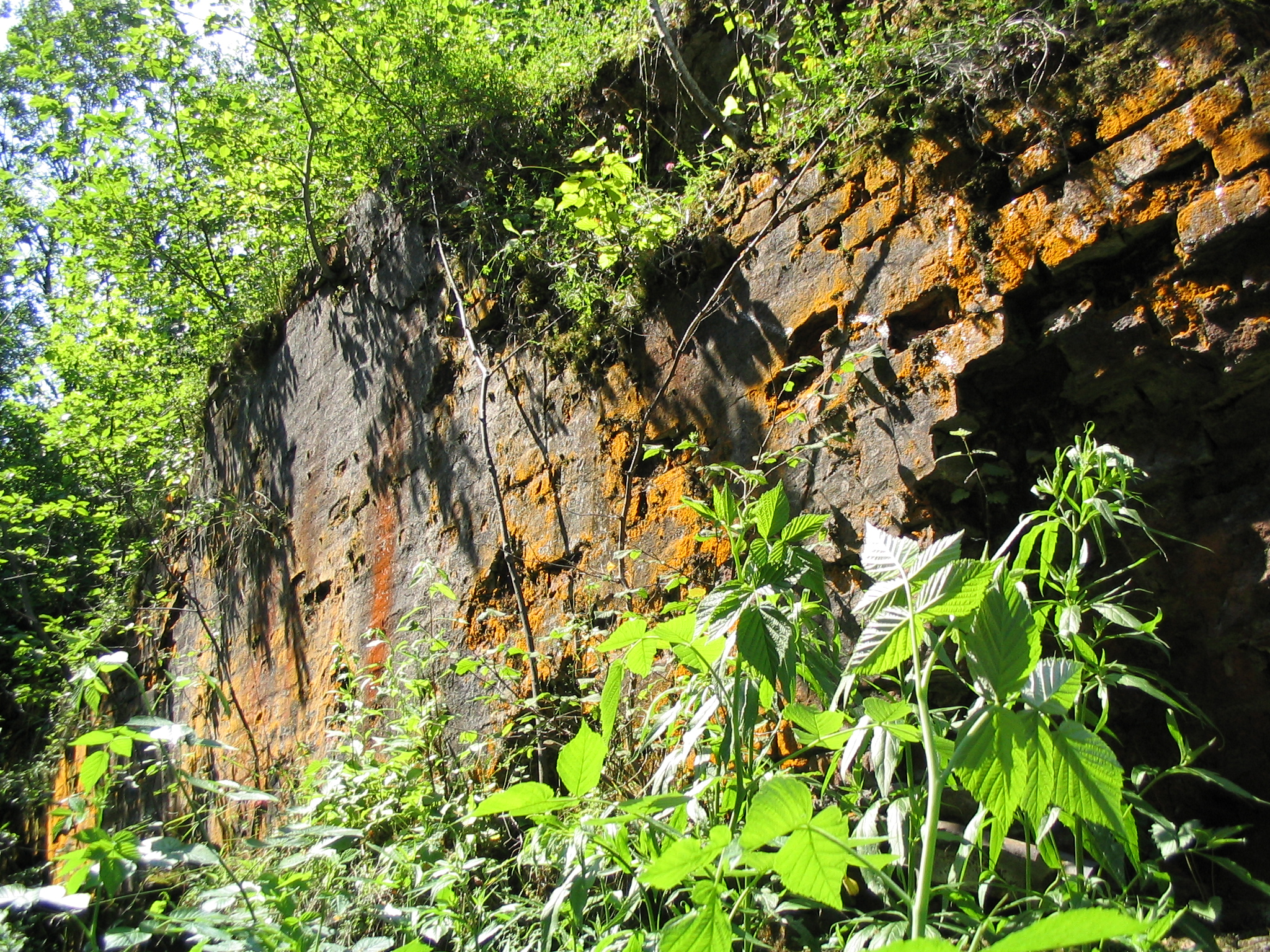
Fort IV „Optyń” dziś

Fort GW IV „Optyń” – fort pancerny Twierdzy Przemyśl, o konstrukcji betonowo-murowano-ziemnej, znajdujący się obok miejscowości Pikulice.

## Historia
Fort został zbudowany na miejscu szańca obozu warownego zbudowanego w latach 1854–1857 i zmodernizowanego w latach 1873–1878. Fort powstał w latach 1897–1900 jako fort pancerny z elementami upodobniającymi go do fortu artyleryjskiego. Był on ostatnim tak dużym fortem powstałym w twierdzy i jednocześnie jednym z najdroższych.
Został częściowo wysadzony w powietrze w 1915, po II oblężeniu Twierdzy Przemyśl. Został częściowo rozebrany w latach 1920–1930.

## Galeria

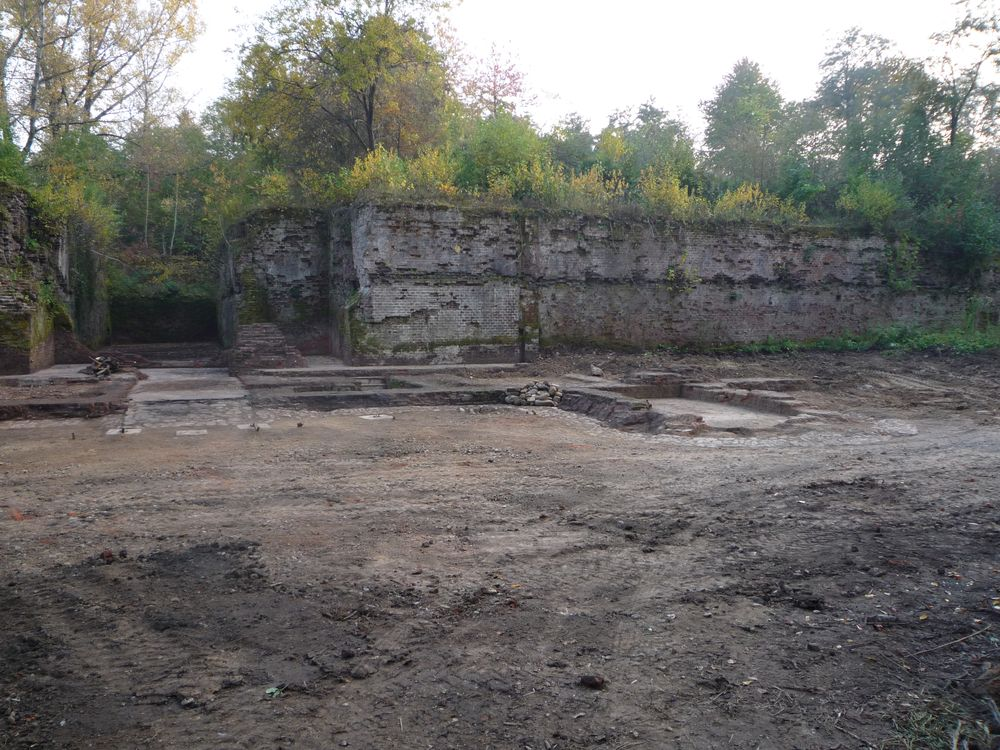
Koszary szyjowe
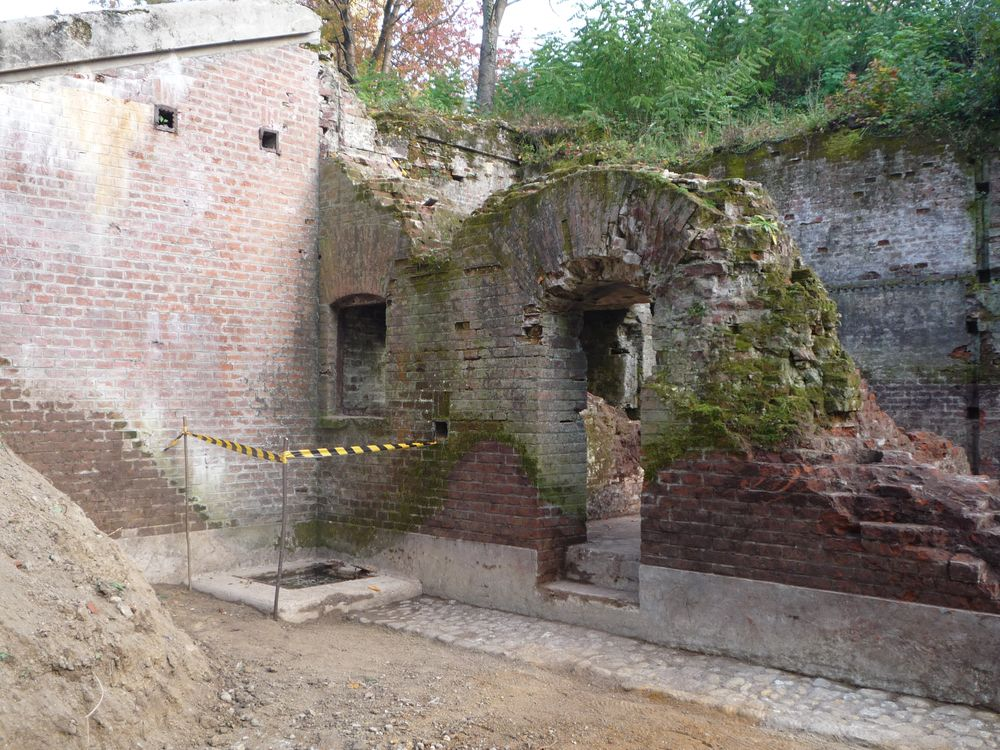
Portal wejściowy
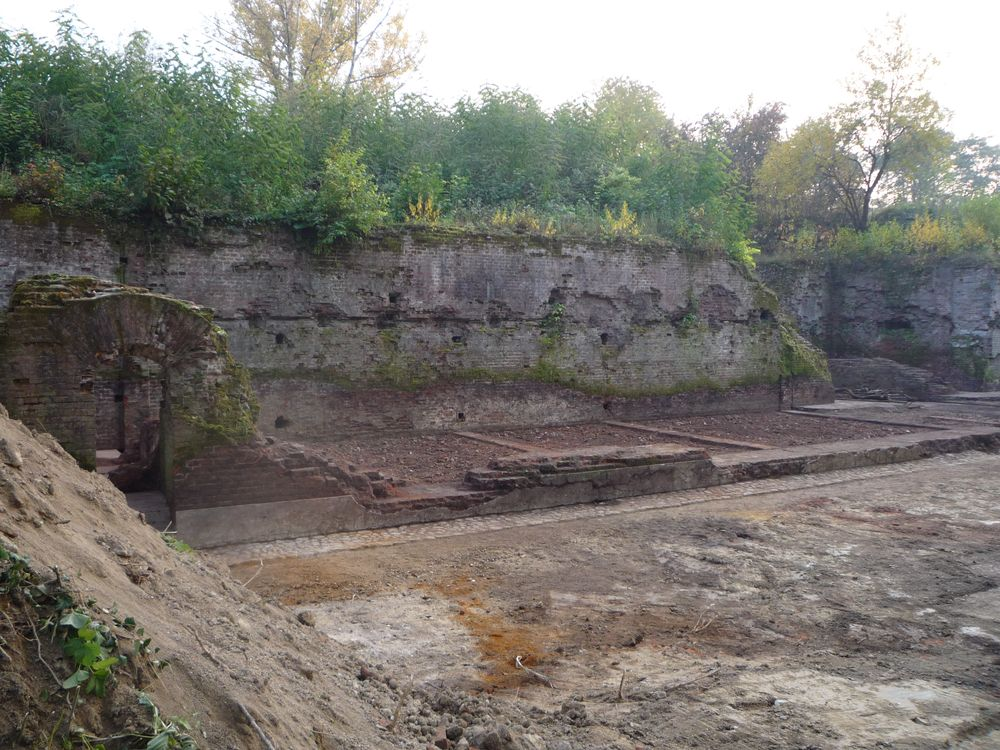
Lewe skrzydło koszar